# Um Novo Vencedor
Um Novo Vencedor é o primeiro single gravado pela cantora cristã brasileira Damares, registrada no álbum de Diamante, lançado em 6 de outubro de 2010.
O single fez com que a cantora, recebesse indicações ao Troféu Promessas, sendo nas categorias de "Melhor Clipe" e "Melhor Música", perdendo para o clipe "Pavão Pavãozinho" de Fernanda Brum e melhor música para "Sou Humano" da cantora cristã Bruna Karla.
O clipe da canção foi gravado no dia 9 de janeiro de 2011, em São Paulo. O lançamento no Youtube, em 22 de fevereiro do mesmo ano. O clipe oficial chega a quase 8 milhões de exibições no canal da VEVO. Sendo que o vídeo da música ultrapassa mais de 8 milhões de visualizações.

## Faixa
| N.º            | Título                                                 | Compositor(es) | Duração |  |
| 1.             | "Um Novo Vencedor"                                     | Agailton Silva | 6:19    |  |
| 2.             | "Um Novo Vencedor" (100 anos do Movimento Pentecostal) | Agailton Silva | 8:08    |  |
| 3.             | "Um Novo Vencedor" (Ao Vivo em São Sebastião)          | Agailton Silva | 6:32    |  |
| Duração total: | Duração total:                                         | Duração total: | 20:59   |  |

## Indicações e Prêmios

### Troféu Promessas
| Ano  | Categoria                          | Resultado |
| ---- | ---------------------------------- | --------- |
| 2011 | Melhor Clipe - "Um Novo Vencedor"  | Indicado  |
| 2011 | Melhor Música - "Um Novo Vencedor" | Indicado  |